# Liste der Biografien/Aug
Liste der Biografien |
Portal Biografien |
Personensuche
# |
A |
B |
C |
D |
E |
F |
G |
H |
I |
J |
K |
L |
M |
N |
O |
P |
Q |
R |
S |
T |
U |
V |
W |
X |
Y |
Z |
?
 
Aa |
Ab |
Ac |
Ad |
Ae |
Af |
Ag |
Ah |
Ai |
Aj |
Ak |
Al |
Am |
An |
Ao |
Ap |
Aq |
Ar |
As |
At |
Au |
Av |
Aw |
Ax |
Ay |
Az
 
Aua |
Aub |
Auc |
Aud |
Aue |
Auf |
Aug |
Auh |
Aui |
Auj |
Auk |
Aul |
Aum |
Aun |
Aup |
Aur |
Aus |
Aut |
Auv |
Auw |
Aux |
Auz
Die Liste der Biografien führt alle Personen auf, die in der deutschsprachigen Wikipedia einen Artikel haben. Dieses ist eine Teilliste mit 373 Einträgen von Personen, deren Namen mit den Buchstaben „Aug“ beginnt.

## Aug
- Aug, Andrus (* 1972), estnischer Radrennfahrer

### Auga
- Auga, Ulrike (* 1964), deutsche Religionsphilosophin, Genderexpertin, und evangelische Theologin
- Augagneur, Victor (1855–1931), französischer Arzt und Politiker
- Augaire mac Ailella († 917), König von Leinster
- Augapfel, Julius (1892–1944), österreichisch-deutscher Rabbiner
- Augar, Peter (* 1952), deutscher Fußballschiedsrichter
- Augart, Sonja (* 1972), deutsche Künstlerin, Choreographin, Tänzerin, Performerin und Kuratorin

### Augd
- Augdal, Eirik Sverdrup (* 1995), norwegischer Skilangläufer

### Auge
- Augé, Claude (1854–1924), französischer Verleger, Lexikograf und Romanist
- Auge, Daniel d’ († 1595), französischer Philologe
- Auge, Heinrich (1898–1977), deutscher Politiker (SPD), MdB
- Augé, Jennifer, französische Filmeditorin
- Auge, Johan Andreas (1711–1805), deutscher Gärtner und Pflanzensammler
- Augé, Marc (1935–2023), französischer Ethnologe und AnthropologeMarc Augé (1935–2023)

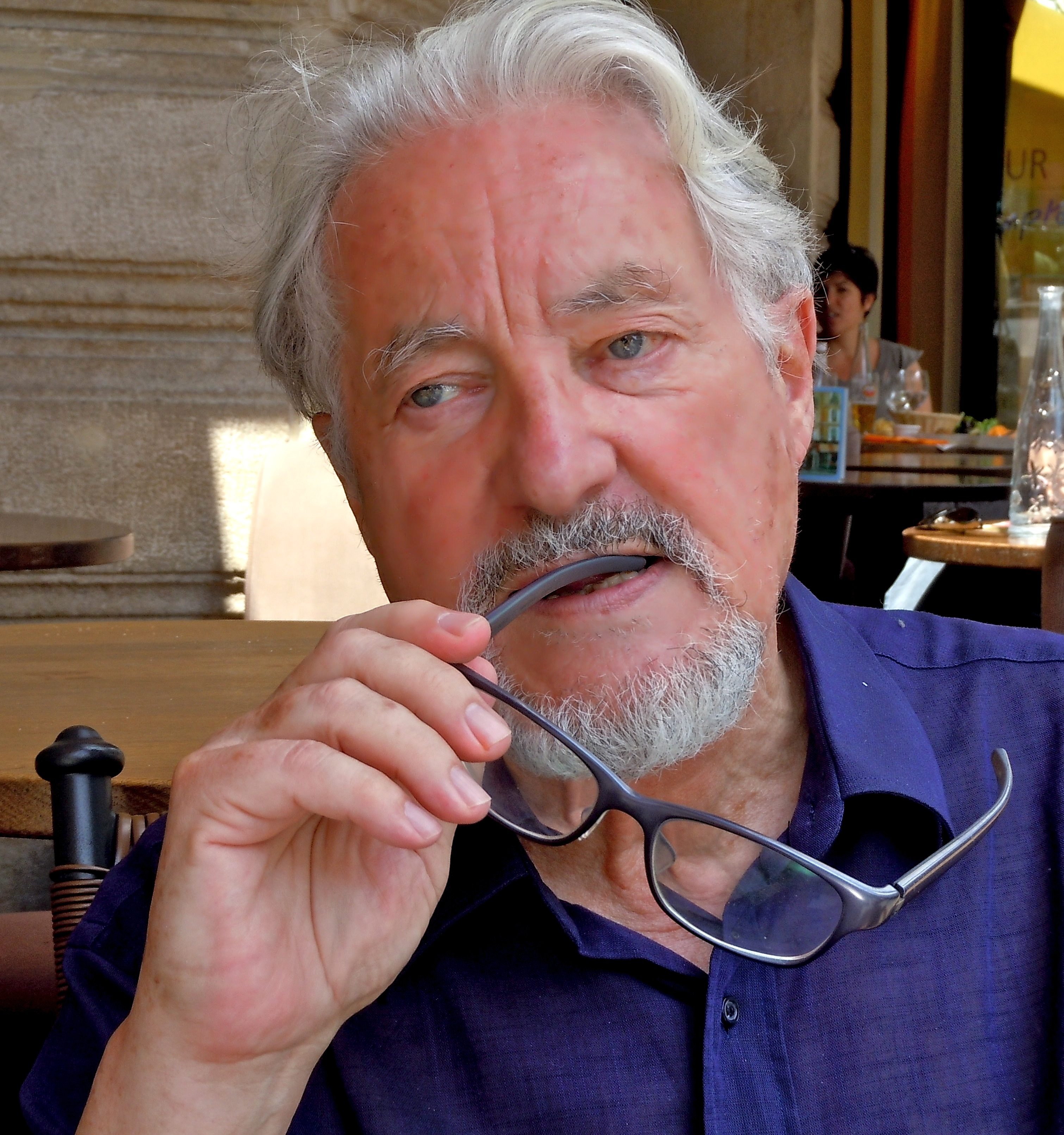
Marc Augé (1935–2023)

- Auge, Oliver (* 1971), deutscher Historiker
- Augé, Paul (1881–1951), französischer Verleger, Romanist und Lexikograf
- Augé, Stéphane (* 1974), französischer Radrennfahrer und Sportlicher Leiter
- Augee, Myrtle (* 1965), britische Kugelstoßerin
- Augenfeld, Felix (1893–1984), österreichisch-US-amerikanischer Architekt, Innenarchitekt, Bühnenbildner und Designer
- Augenhofer, Susanne (* 1977), österreichische Rechtswissenschaftlerin und Hochschullehrerin
- Augensen, Håvard (* 1980), norwegischer Handballspieler
- Augenstein, Bruno (1923–2005), deutschamerikanischer Mathematiker und Physiker
- Augenstein, Christel (* 1949), deutsche Politikerin (FDP), Oberbürgermeisterin von Pforzheim
- Augenstein, Daniela (* 1978), deutsche Beraterin und ehemalige politische Beamtin
- Augenstein, Joseph (1800–1861), badischer Politiker
- Augenstein, Käthe (1899–1981), deutsche Fotografin
- Augenstein, Moritz (* 1997), deutscher Radsportler
- Augenthaler, Klaus (* 1957), deutscher Fußballspieler und -trainerKlaus Augenthaler (* 1957)

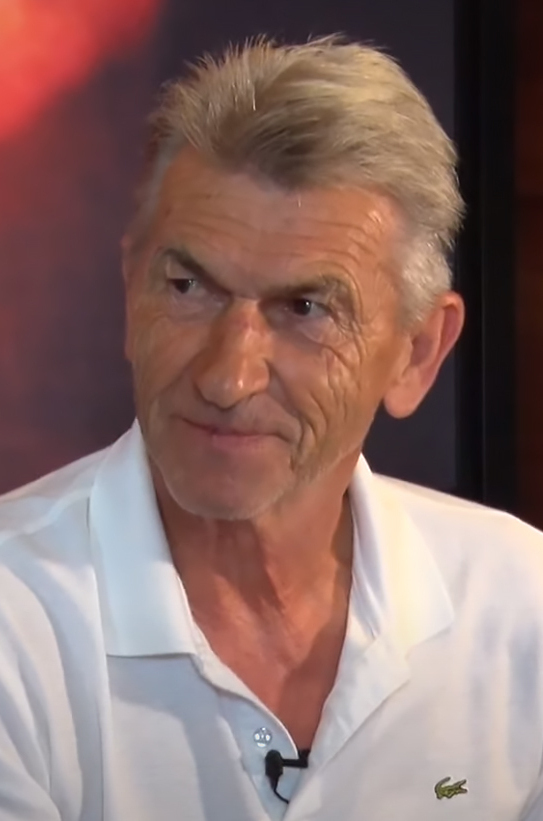
Klaus Augenthaler (* 1957)

- Augenthaler, Lisa (* 1990), deutsche Schauspielerin und Radiomoderatorin
- Auger de Balben († 1162), dritte Großmeister des Johanniterordens
- Auger, Alfred (1889–1917), französischer Jagdflieger während des Ersten Weltkriegs
- Augér, Arleen (1939–1993), US-amerikanische Opernsängerin (Sopran)
- Auger, Brian (* 1939), britischer Fusion- und Rockorganist
- Auger, Dominic (* 1977), deutsch-kanadischer Eishockeyspieler
- Auger, Gregoire, französischer Rockmusiker und Filmkomponist
- Auger, Guillaume (* 1976), französischer Radrennfahrer
- Auger, Hippolyte (1797–1881), französischer Romanschriftsteller und Theaterdichter, Literaturhistoriker
- Auger, Louis-Simon (1772–1829), Literarhistoriker
- Auger, Ludovic (* 1971), französischer Radrennfahrer
- Auger, Pierre (1899–1993), französischer Physiker
- Auger-Aliassime, Félix (* 2000), kanadischer TennisspielerFélix Auger-Aliassime (* 2000)

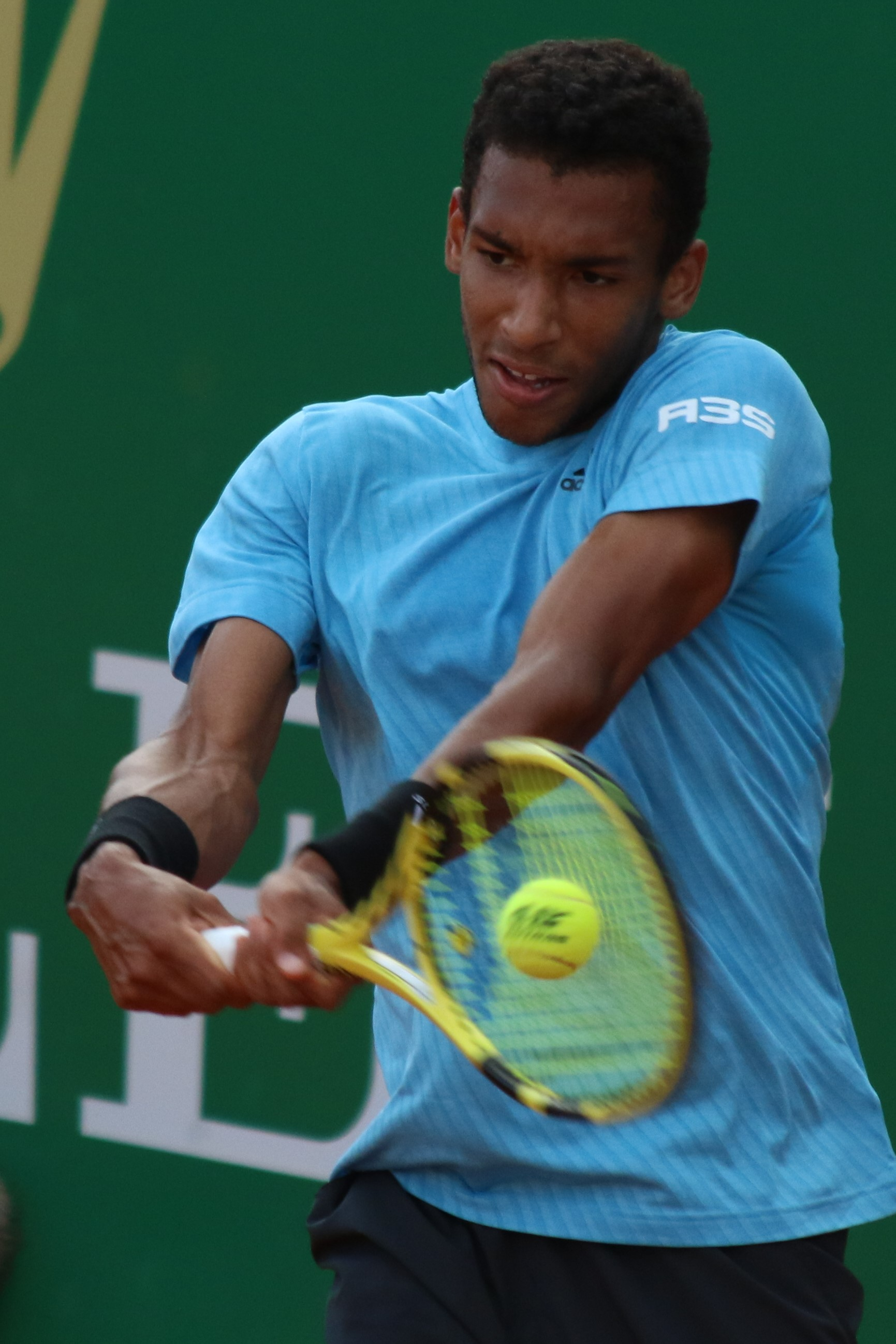
Félix Auger-Aliassime (* 2000)

- Auger-Aliassime, Malika (* 1998), kanadische Tennisspielerin
- Augereau, Antoine (1485–1534), französischer Schriftschneider, Buchhändler, Typograph und Verleger
- Augereau, Charles Pierre François (1757–1816), französischer General, Marschall von Frankreich
- Augereau, Fernand (1882–1958), französischer Radrennfahrer
- Augereau, Jean-Pierre (1772–1836), französischer General der Infanterie und der Kavallerie
- Augeri, Steve (* 1959), US-amerikanischer RocksängerSteve Augeri (* 1959)

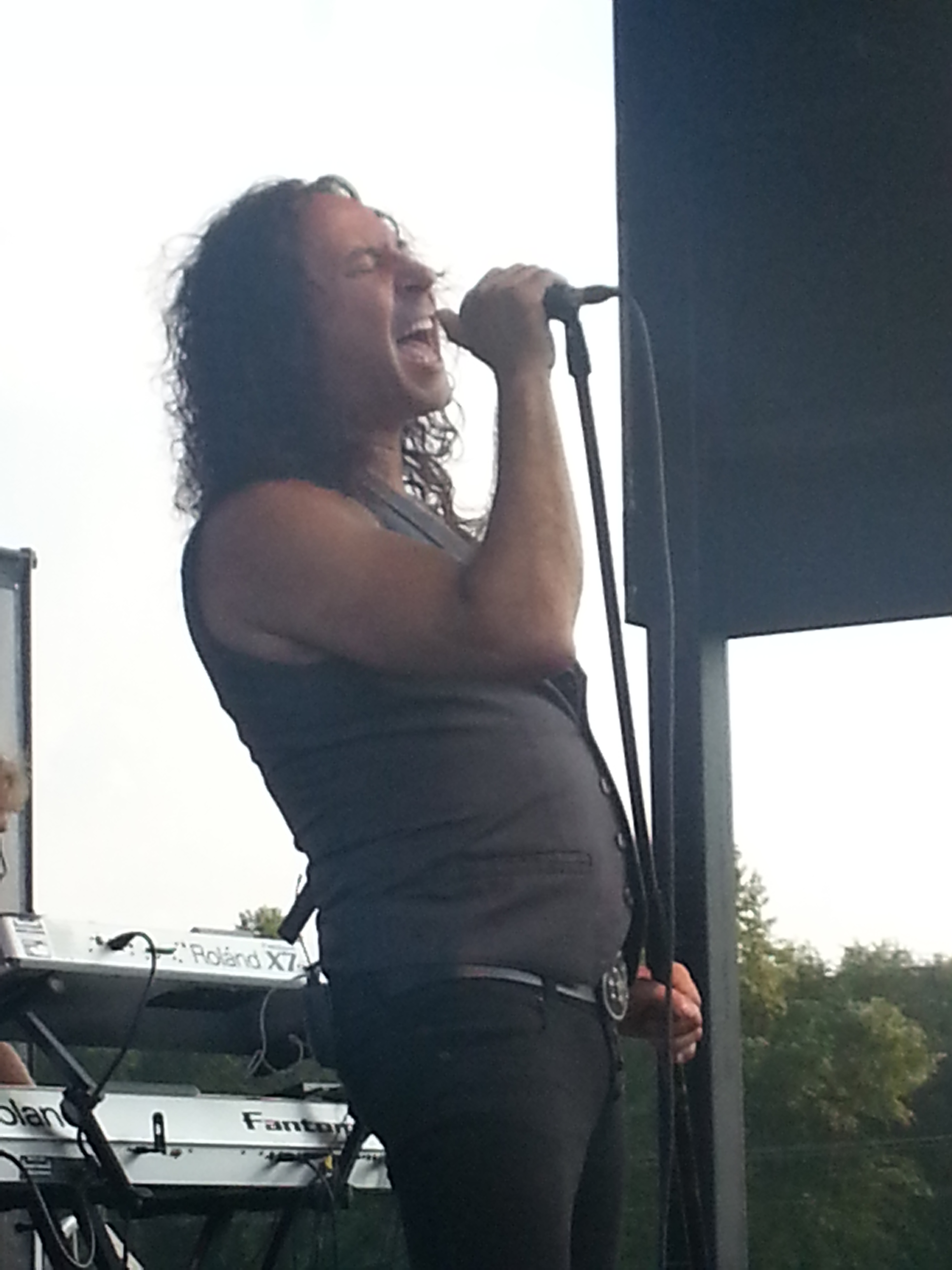
Steve Augeri (* 1959)

- Augert, Jean-Noël (* 1949), französischer Skirennläufer
- Augert, Jean-Pierre (1946–1976), französischer Skirennläufer
- Augestad, Tora (* 1979), norwegische Sängerin, Dirigentin und Schauspielerin
- Augezd, Wilhelm Heinrich Odkolek von († 1681), böhmischer Adliger, Hofkammerrat sowie Kreis- und Oberhauptmann

### Augh
- Aughterlony, Simone (* 1977), neuseeländisch-schweizerische Choreografin und Tänzerin

### Augi
- Augias, Corrado (* 1935), italienischer Journalist, Autor und Fernsehmoderator
- Augienė, Vilma (* 1969), litauische Politikerin, Vizeministerin für Soziales
- Augier de Moussac, Emma (* 1990), tschechische Springreiterin
- Augier, Cassien (1845–1927), Generaloberer der Oblaten der Makellosen Jungfrau Maria
- Augier, Émile (1820–1889), französischer Dichter und Dramatiker
- Augier, Marc (1908–1990), französischer Schriftsteller und Nazikollaborateur
- Augiéras, François (1925–1971), französischer Autor
- Augius, Paulius (1909–1960), litauischer Maler und Holzschnittkünstler

### Augm
- Augmon, Stacey (* 1968), US-amerikanischer Basketballspieler

### Augn
- Augner, Alfons Maria (1862–1938), Schweizer Benediktinermönch, Abt der Abtei Muri-Gries
- Augner, Jens (* 1971), deutscher Politiker (Bündnis 90/Die Grünen)

### Augo
- Augoustides, Judith (* 1975), deutsch-südafrikanische Beachvolleyballspielerin

### Augr
- Augros, Louis (1898–1982), französischer römisch-katholischer Geistlicher und Ausbilder der Arbeiterpriester

### Augs
- Augsberg, Ino (* 1976), deutscher Rechtsphilosoph und HochschullehrerIno Augsberg (* 1976)

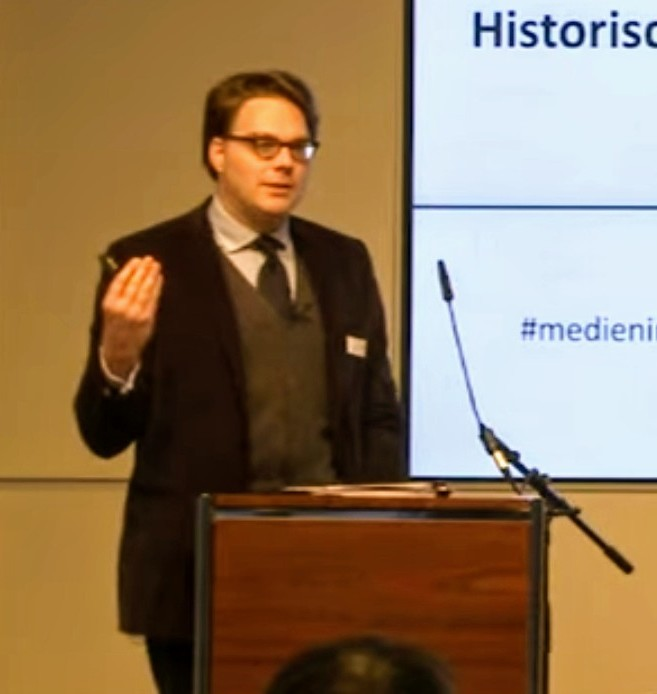
Ino Augsberg (* 1976)

- Augsberg, Steffen (* 1976), deutscher Rechtswissenschaftler und Hochschullehrer
- Augsberger, Franz (1905–1945), österreichischer SS-Brigadeführer und Generalmajor der Waffen-SS
- Augsburg, Amalie (1844–1899), deutsche Grafikerin und Malerin sowie Kunstpädagogin
- Augsburg, Emil (1904–1981), deutscher SS-Führer und BND-Agent
- Augsburg, Natalie (* 1983), deutsche Handballspielerin
- Augsburger, Silvia (* 1962), argentinische Politikerin
- Augsburger, Stefan (1840–1893), donauschwäbischer Lyriker, katholischer Priester und Politiker
- Augsburger, Ueli (* 1941), Schweizer Regierungsrat
- Augsburger, Werner (* 1958), Schweizer Volleyballspieler
- Augschöll, Charly (* 1955), österreichischer Jazzmusiker
- Augspurg, Andreas Christoph (1660–1717), deutscher Gymnasialdirektor und Autor; verfasste eine neue Schulordnung
- Augspurg, Anita (1857–1943), deutsche Juristin und Frauenrechtlerin der bürgerlich-radikalen FrauenbewegungAnita Augspurg (1857–1943)

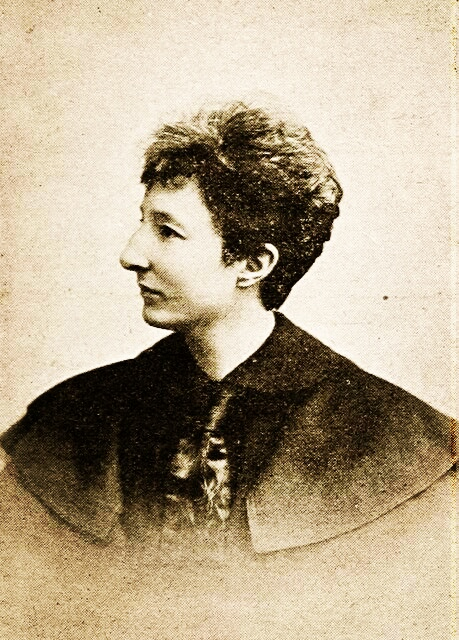
Anita Augspurg (1857–1943)

- Augspurg, Diedrich Wilhelm Andreas (1818–1898), deutscher Politiker (NLP), MdR
- Augspurg, Gustav (1837–1906), deutscher Rechtsanwalt und Bürgermeister
- Augspurg, Johann Christoph († 1771), deutscher Jurist, Kurfürstlich Braunschweig-Lüneburgischer und Königlich Großbritannischer Kanzlei- und Kammersekretär, Erzieher von Adolph Knigge
- Augspurger, August (1620–1675), Sprachwissenschaftler, Lyriker und Epigrammatiker
- Augspurger, Caspar (1576–1636), deutscher Unternehmer (Buchhändler)
- Augst, Friedrich (1858–1914), deutscher Forstwissenschaftler
- Augst, Gerhard (1908–1997), deutscher Maler und Grafiker
- Augst, Gerhard (* 1939), deutscher Germanist, Professor für Germanistische Linguistik
- Augst, Gert (1927–2005), deutscher Kirchenmusiker
- Augst, Klaus-Dieter (* 1958), deutscher Fußballspieler
- Augst, Oliver (* 1962), deutscher Sänger, Komponist, Produzent und Hörspielautor
- Augst, Richard (1884–1949), deutscher Geschichtspädagoge und Hochschullehrer
- Augst, Wilhelm (1853–1913), deutscher Kupferschmied und Politiker, MdR
- Augstburger, Fritz (1930–2005), Schweizer Politiker
- Augstburger, Urs (* 1965), Schweizer Schriftsteller und Journalist
- Augstein, Franziska (* 1964), deutsche Journalistin
- Augstein, Friedrich (1884–1960), deutscher Unternehmer
- Augstein, Hans-Jürgen (1925–2001), deutscher Politiker (SPD) und MdB
- Augstein, Jakob (* 1967), deutscher Journalist und VerlegerJakob Augstein (* 1967)

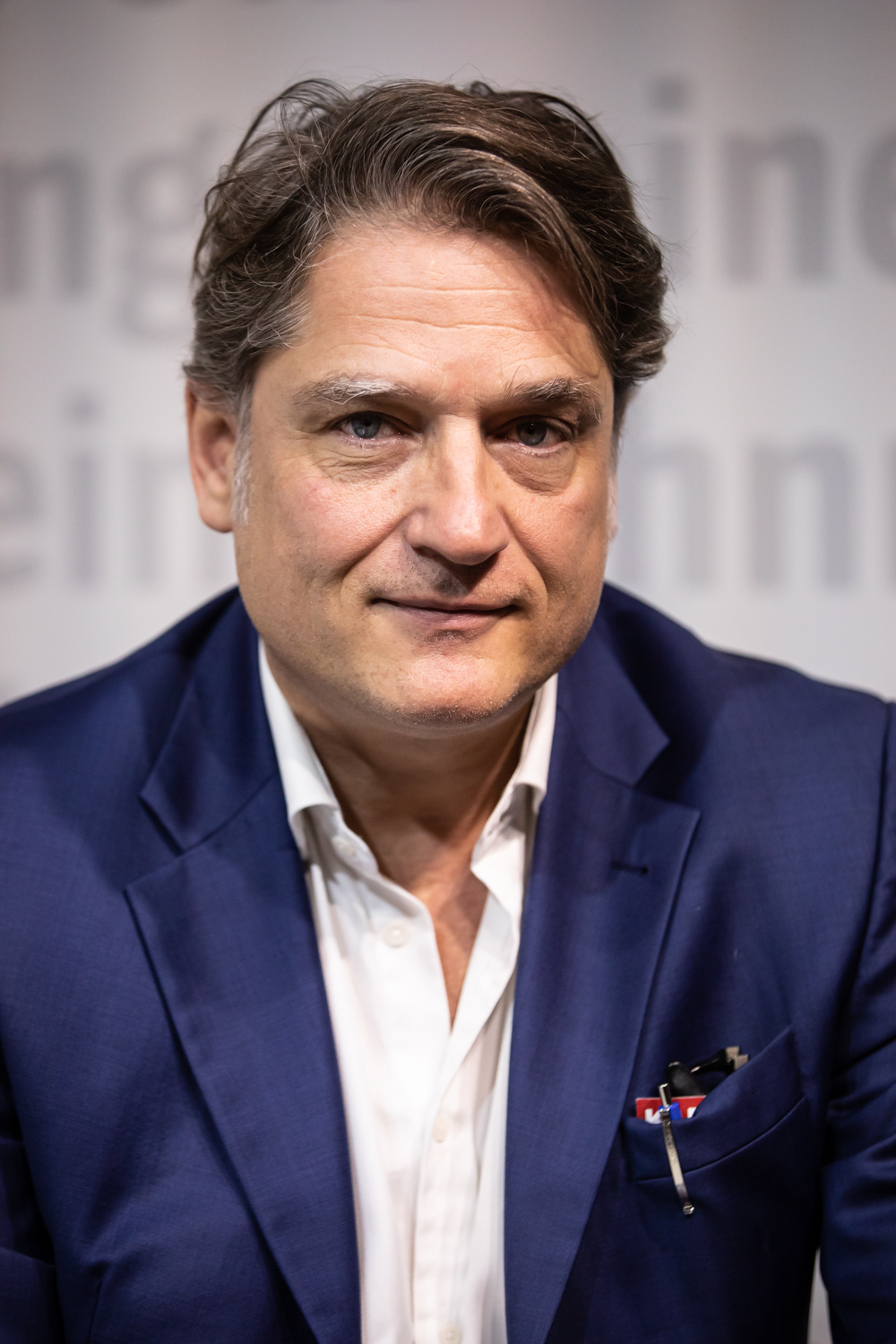
Jakob Augstein (* 1967)

- Augstein, Josef (1909–1984), deutscher Jurist und Bruder des Spiegel-Herausgebers Rudolf Augstein
- Augstein, Maria Sabine (* 1949), deutsche Rechtsanwältin
- Augstein, Renate (* 1950), deutsche Juristin, Ministerialdirektorin, Leiterin der Abteilung Gleichstellung im Bundesministerium für Familie, Senioren, Frauen und Jugend in Berlin
- Augstein, Rudolf (1923–2002), deutscher Journalist, Verleger, Publizist und Politiker (FDP), MdB
- Augsten, Christoph (* 1961), deutscher Eishockeyspieler
- Augsten, Frank (* 1958), deutscher Agrarwissenschaftler und Politiker (Bündnis 90/Die Grünen, BSW), MdL
- Augsten, Helmut (* 1928), deutscher Botaniker und Hochschullehrer
- Augsthaler, Martin, deutscher Kleriker und Domherr
- Augstin, Sonning (* 1939), deutscher Politiker (FDP), MdA

### Augt
- Augter, Harald (1946–2015), deutscher Jurist sowie Verbands- und Gremiumsfunktionär

### Augu

#### Augui
- Auguin, Philippe (* 1961), französischer Dirigent

#### Augul
- Augulis, Uldis (* 1972), lettischer Politiker

#### Augun
- Augundsson, Torgeir (1801–1872), norwegischer Komponist und Virtuose

#### Augur
- Augur, Christopher C. (1821–1898), US-amerikanischer Generalmajor
- Augurello, Giovanni Aurelio († 1524), italienischer Alchemist und Humanist

#### Augus
- Augus, antiker römischer Toreut

##### Augusc
- Auguścik, Grażyna (* 1955), polnische Jazzmusikerin (Gesang, Komposition)

##### August
- August (1526–1586), Kurfürst von SachsenAugust (1526–1586)

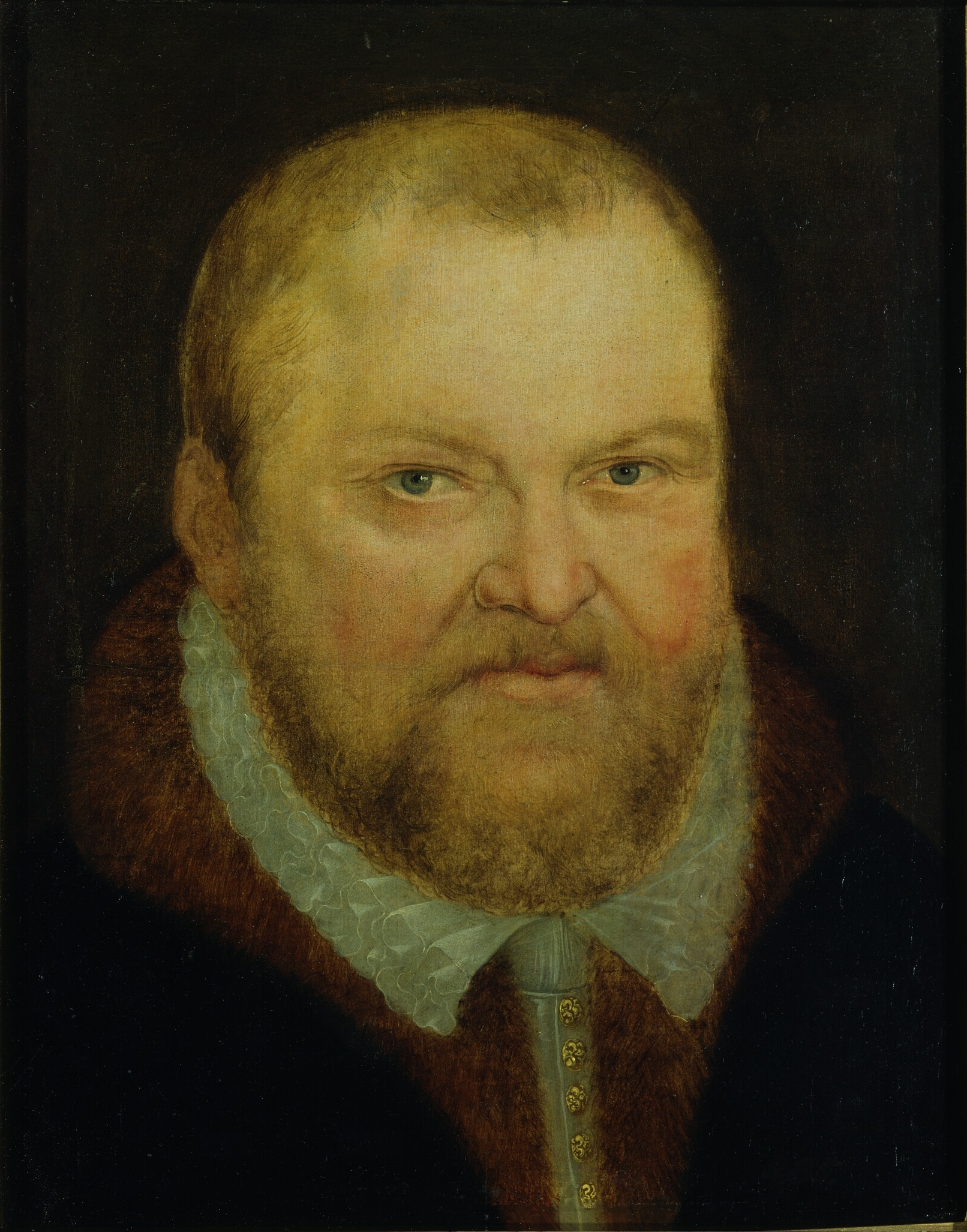
August (1526–1586)

- August (1575–1653), Fürst von Anhalt-Plötzkau
- August (1577–1656), Herzog von Sachsen-Lauenburg (1619–1656)
- August (1582–1632), Pfalzgraf und Herzog von Sulzbach
- August (1614–1680), Herzog von Sachsen-Weißenfels, Fürst von Sachsen-Querfurt, Administrator von Magdeburg
- August (1635–1699), Herzog von Schleswig-Holstein-Plön
- August (1652–1689), deutscher Herzog
- August (1655–1715), Herzog von Sachsen-Merseburg-Zörbig
- August (1772–1822), Herzog von Sachsen-Gotha-Altenburg
- August Christian (1769–1812), Fürst von Anhalt-Köthen
- August der Starke (1670–1733), Kurfürst von Sachsen, König von PolenAugust der Starke (1670–1733)

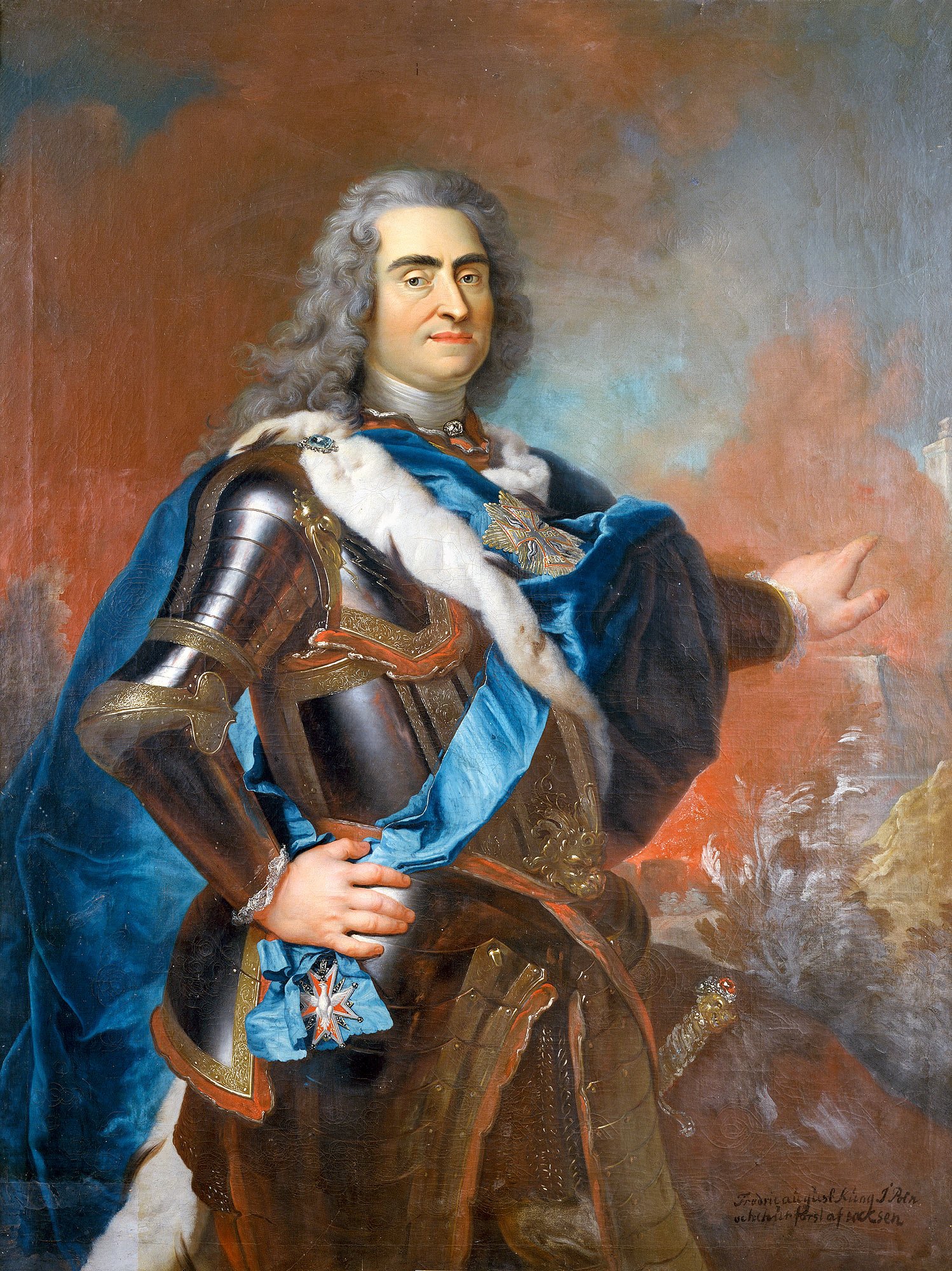
August der Starke (1670–1733)

- August Ferdinand von Braunschweig-Wolfenbüttel-Bevern (1677–1704), Generalmajor des niedersächsischen Kreises
- August Ferdinand von Preußen (1730–1813), preußischer General der Infanterie, Herrenmeister des Johanniterordens
- August Friedrich von Braunschweig-Wolfenbüttel (1657–1676), Erbprinz von Braunschweig-Wolfenbüttel
- August Friedrich von Schleswig-Holstein-Gottorf (1646–1705), Prinz von Holstein-Gottorf, Fürstbischof des Hochstifts Lübeck
- August Georg Simpert (1706–1771), letzter Markgraf von Baden-Baden
- August I. (1568–1636), Fürst von Lüneburg
- August I. (1783–1853), Großherzog von Oldenburg (1829–1853)
- August I. von Schwarzburg-Sondershausen (1691–1750), Prinz von Schwarzburg-Sondershausen
- August II. (1579–1666), Herzog zu Braunschweig-Lüneburg
- August III. (1696–1763), König von Polen und Kurfürst von Sachsen
- August Leopold von Sachsen-Coburg und Gotha (1867–1922), kaiserlich brasilianischer Thronfolger
- August Ludwig (1697–1755), Fürst von Anhalt-Köthen
- August Philipp (1612–1675), Herzog von Schleswig-Holstein-Sonderburg-Beck und Herzog von Oldenburg
- August von Auenfels, Georg (1773–1852), österreichischer Generalmajor
- August von Brandenburg (1580–1601), Markgraf von Brandenburg
- August von Preußen (1779–1843), preußischer Prinz, General der Infanterie
- August von Sachsen (1589–1615), Verweser des Bistums Naumburg
- August von Sachsen-Coburg und Gotha (1818–1881), königlich sächsischer Generalmajor
- August von Sachsen-Gotha-Altenburg (1747–1806), Prinz und Mäzen
- August von Sachsen-Weißenfels (1650–1674), Prinz von Sachsen-Weißenfels und Dompropst zu Magdeburg
- August Wilhelm (1662–1731), Herzog von Braunschweig-Wolfenbüttel
- August Wilhelm (1715–1781), Herzog von Braunschweig-Wolfenbüttel-Bevern, preußischer Infanteriegeneral
- August Wilhelm von Preußen (1722–1758), preußischer Prinz und General, Vater Friedrich Wilhelms II.August Wilhelm von Preußen (1722–1758)

August Wilhelm von Preußen (1722–1758)

- August, Alba (* 1993), schwedisch-dänische Schauspielerin und Sängerin
- August, Amadeus (1942–1992), deutscher Schauspieler
- August, Amaryllis (* 2003), dänische Schauspielerin
- August, Anders Frithiof (* 1978), dänischer Drehbuchautor
- August, Andrew (* 2005), US-amerikanischer Radrennfahrer
- August, Asta Kamma (* 1991), schwedisch-dänische Schauspielerin
- August, Bernd (1952–1988), deutscher Boxer (Schwergewicht)
- August, Bille (* 1948), dänischer Filmregisseur
- August, David (* 1990), deutsch-italienischer Musikproduzent und DJ in der elektronischen Musikszene
- August, Ernst Ferdinand (1795–1870), deutscher Physiker und Meteorologe
- August, Flo, Produzent und Songwriter
- August, Friedrich (1840–1900), deutscher Mathematiklehrer
- August, Gregg, US-amerikanischer Jazzmusiker (Bass, Perkussion, Komposition)
- August, Heribert (* 1947), deutscher katholischer Priester
- August, Jochen (* 1954), deutscher Holocaustforscher und Übersetzer
- August, John (* 1970), US-amerikanischer Journalist und Drehbuchautor
- August, Joseph H. (1890–1947), US-amerikanischer Kameramann
- August, Oskar (1911–1985), deutscher Geograph und Historiker
- August, Paul (1906–1980), deutscher Maler und Grafiker
- August, Pernilla (* 1958), schwedische Schauspielerin und FilmregisseurinPernilla August (* 1958)

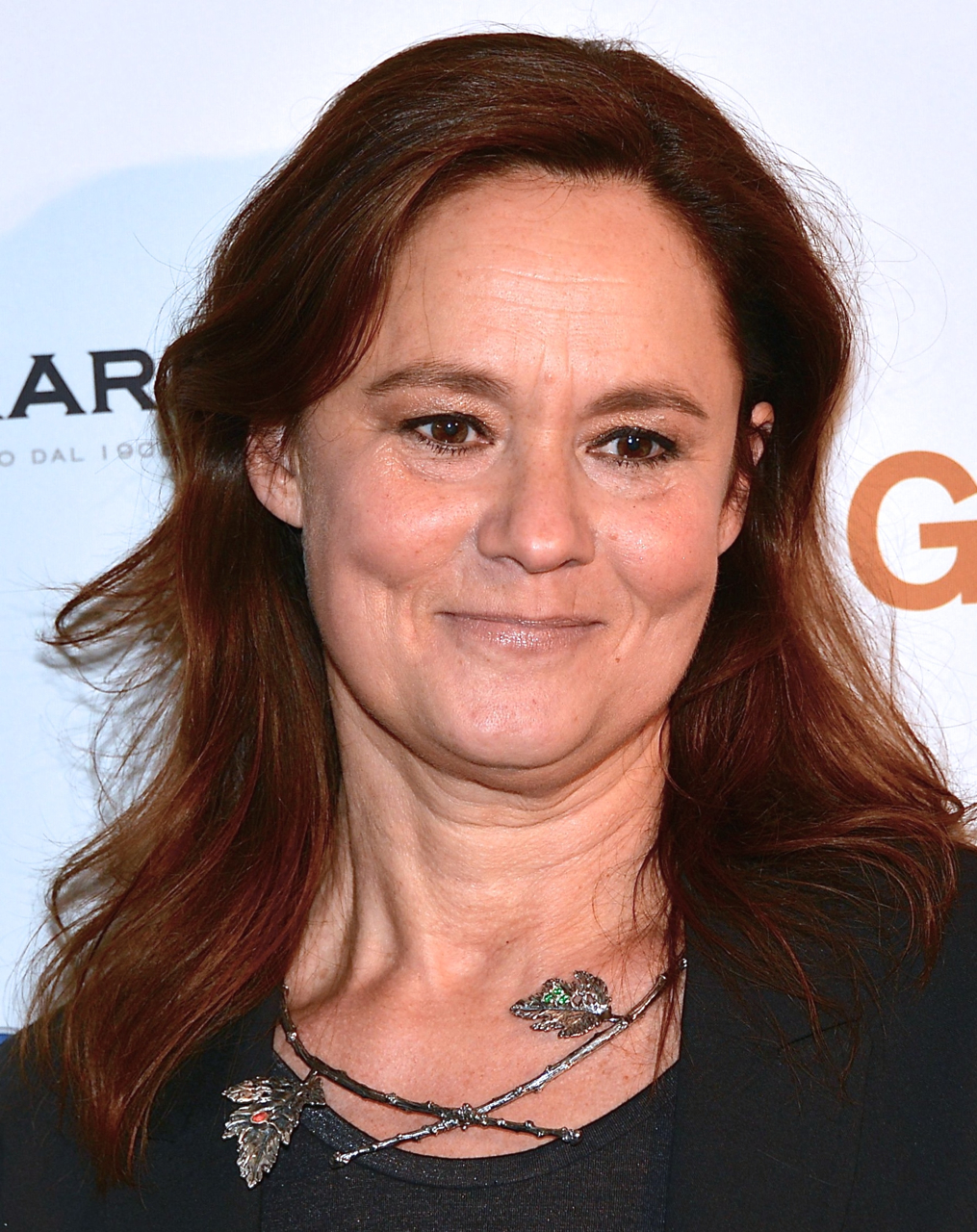
Pernilla August (* 1958)

- August, Solveig (* 1969), deutsche Schauspielerin

###### Augusta
- Augusta Karoline of Cambridge (1822–1916), britische Prinzessin, Großherzogin von Mecklenburg-Strelitz
- Augusta Sophia von Großbritannien, Irland und Hannover (1768–1840), Mitglied der Britischen Königsfamilie aus dem Haus Hannover
- Augusta von Dänemark (1580–1639), Herzogin von Schleswig-Holstein-Gottorf (1590–1616)
- Augusta von Hannover (1737–1813), Prinzessin von Großbritannien, Herzogin von Braunschweig-Lüneburg und Fürstin von Braunschweig-Wolfenbüttel
- Augusta von Sachsen-Gotha-Altenburg (1719–1772), Princess of Wales und Mutter des britischen Königs Georg III.
- Augusta von Sachsen-Weimar-Eisenach (1811–1890), deutsche Prinzessin, als Ehefrau von Kaiser Wilhelm I. deutsche Kaiserin und Königin von PreußenAugusta von Sachsen-Weimar-Eisenach (1811–1890)

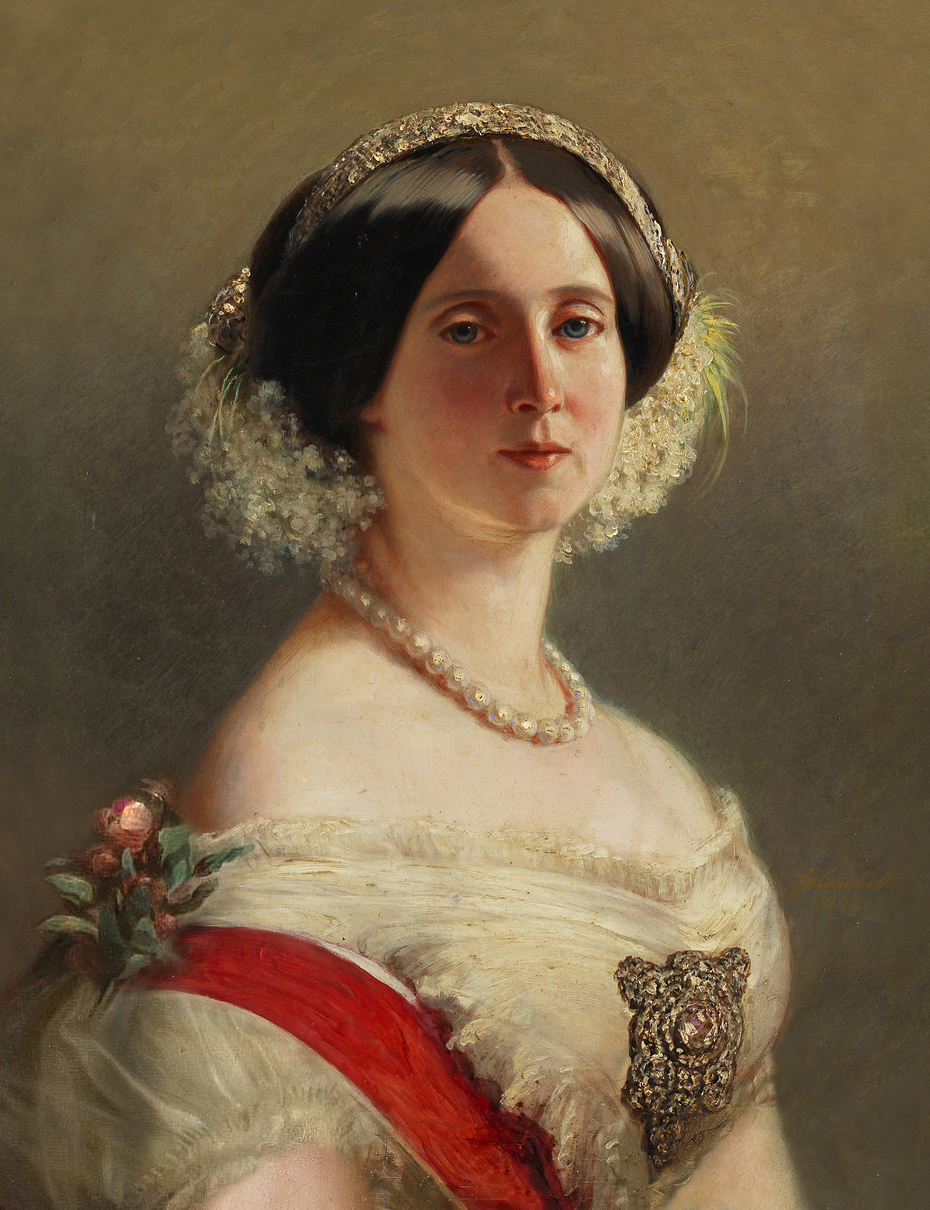
Augusta von Sachsen-Weimar-Eisenach (1811–1890)

- Augusta, Félix José de (1860–1935), deutscher Chirurg, Missionar des Kapuzinerordens und Sprachwissenschaftler
- Augusta, Jan († 1572), Bischof der Unität der Böhmischen Brüder
- Augusta, Josef (1903–1968), tschechoslowakischer Paläontologe
- Augusta, Josef (1946–2017), tschechischer Eishockeytrainer und ehemaliger -spieler
- Augusta, Karel (1935–1998), tschechischer Schauspieler und Synchronsprecher
- Augusta, Patrik (* 1969), tschechischer Eishockeyspieler
- Augustat, Elise (1889–1940), deutsche Politikerin (KPD), MdR
- Augustat, Günter (1938–2022), deutscher Fußballspieler

###### Auguste
- Auguste Dorothea von Braunschweig-Wolfenbüttel (1666–1751), Fürstin von Schwarzburg-Arnstadt
- Auguste Dorothea von Braunschweig-Wolfenbüttel (1749–1810), Äbtissin des Kaiserlich freie weltliche Reichsstift von Gandersheim
- Auguste Ferdinande von Österreich (1825–1864), Erzherzogin von Österreich und Prinzessin von Toskana
- Auguste Friederike Wilhelmine (1699–1750), durch Heirat Fürstin von Nassau-Weilburg
- Auguste Karoline von Braunschweig-Wolfenbüttel (1764–1788), Mitglied Haus Hannover (Welfen) und durch Heirat Prinzessin von Württemberg
- Auguste Magdalene von Hessen-Darmstadt (1657–1674), deutsche Adlige und Dichterin
- Auguste Maria Luise von Bayern (1875–1964), Prinzessin aus dem Hause Wittelsbach und die Gemahlin von Erzherzog Joseph August von Österreich
- Auguste Reuß zu Ebersdorf (1757–1831), Herzogin von Sachsen-Coburg-Saalfeld
- Auguste Reuß zu Köstritz (1822–1862), durch Heirat Großherzogin von Mecklenburg in Mecklenburg-Schwerin
- Auguste Sophie von Pfalz-Sulzbach (1624–1682), Fürstin von Lobkowicz
- Auguste Viktoria von Hohenzollern (1890–1966), Ehefrau von Emanuel II., dem letzten König von Portugal
- Auguste Viktoria von Schleswig-Holstein-Sonderburg-Augustenburg (1858–1921), deutsche Kaiserin und Gattin von Wilhelm II.Auguste Viktoria von Schleswig-Holstein-Sonderburg-Augustenburg (1858–1921)

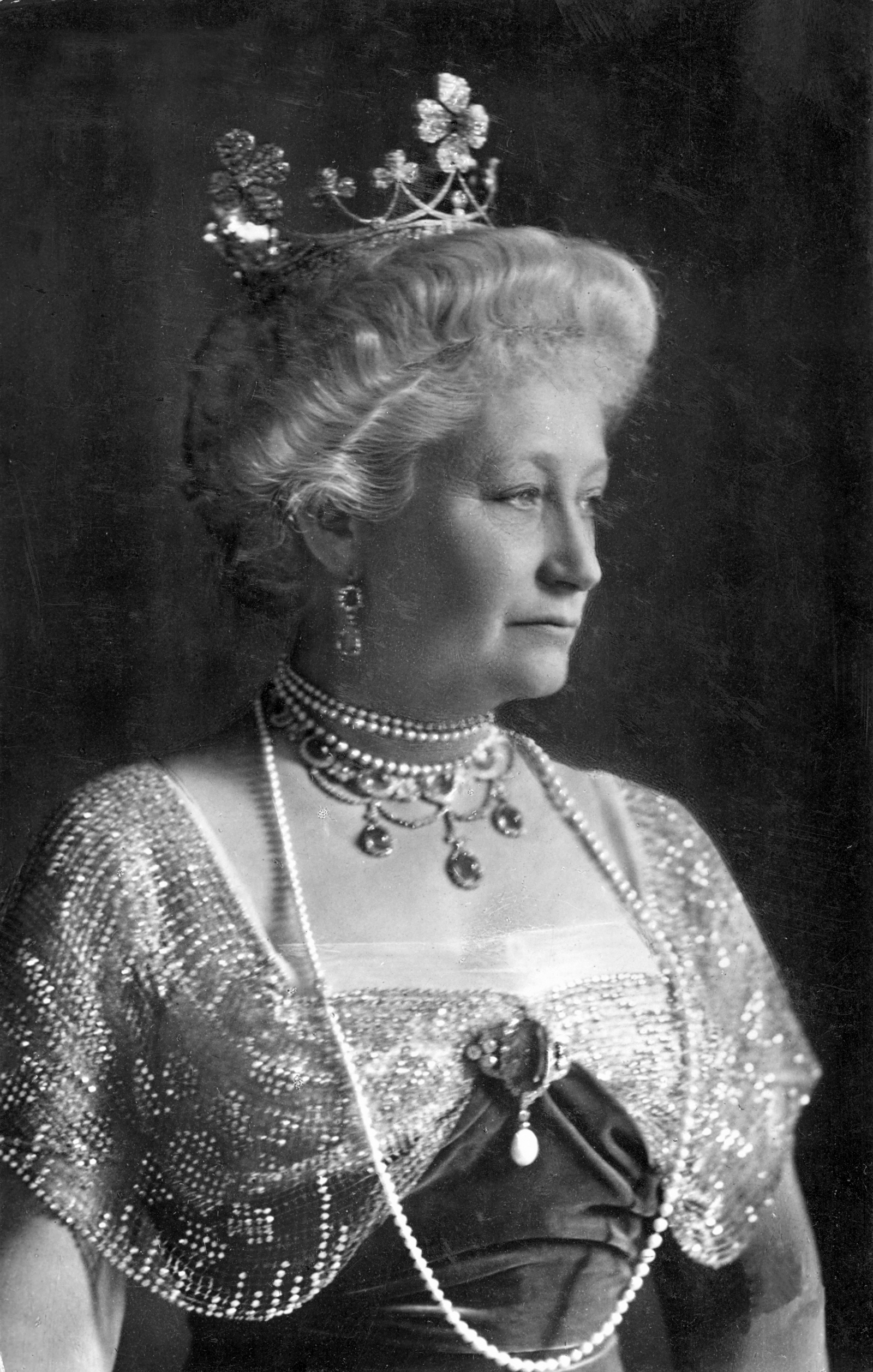
Auguste Viktoria von Schleswig-Holstein-Sonderburg-Augustenburg (1858–1921)

- Auguste von Anhalt-Dessau (1793–1854), Fürstin von Schwarzburg-Rudolstadt
- Auguste von Baden-Baden (1704–1726), badische Prinzessin, Ehefrau des Herzogs von Orléans
- Auguste von Bayern (1788–1851), Prinzessin von Bayern, durch Heirat Vizekönigin von Italien, Herzogin von Leuchtenberg und Fürstin zu Eichstätt
- Auguste von Hessen (1797–1889), Duchess of Cambridge, Vizekönigin von Hannover
- Auguste von Hessen-Homburg (1776–1871), Prinzessin von Hessen-Homburg und durch Heirat Erbgroßherzogin von Mecklenburg-Schwerin
- Auguste von Hessen-Kassel (1823–1889), landgräfliche Prinzessin
- Auguste von Preußen (1780–1841), Kurfürstin von Hessen
- Auguste von Sachsen-Meiningen (1843–1919), deutsche Adelige
- Auguste von Württemberg (1826–1898), württembergische Prinzessin
- Auguste Wilhelmine von Hessen-Darmstadt (1765–1796), Prinzessin von Hessen-Darmstadt, durch Heirat Herzogin von Pfalz-ZweibrückenAuguste Wilhelmine von Hessen-Darmstadt (1765–1796)

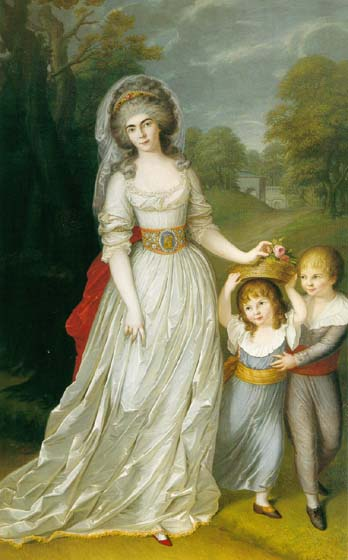
Auguste Wilhelmine von Hessen-Darmstadt (1765–1796)

- Auguste zu Mecklenburg (1674–1756), Prinzessin; Herzogin zu Mecklenburg
- Auguste, Arsène (1951–1993), haitianischer Fußballspieler
- Auguste, Carlet (1903–2001), haitianischer Politiker und Diplomat
- Auguste, Jules Robert (1789–1850), französischer Maler des romantischen Klassizismus, Vertreter des künstlerischen Orientalismus
- Auguste, Robert D., Ingenieur
- Auguste, Tancrède (1856–1913), haitianischer General, Politiker und Präsident von Haiti
- Auguste, Yves (1924–1996), haitianischer Politiker und Diplomat
- Auguste-Dormeuil, Louis (1868–1951), französischer Segler
- Augusteijn, Roel (* 1948), niederländischer Politiker des CDA
- Augustesen, Karl (* 1945), dänischer Astronom
- Augustesen, Mie (* 1988), dänische Handballspielerin
- Augustesen, Susanne (* 1956), dänische Fußballspielerin

###### Augusti
- Augusti, Bertha (1827–1886), deutsche Schriftstellerin
- Augusti, Brigitte (1839–1930), deutsche Autorin von Mädchenliteratur
- Augusti, Friedrich Albrecht (1691–1782), deutscher evangelischer Theologe und Geistlicher jüdischer Abstammung
- Augusti, Johann Christian Wilhelm (1771–1841), deutscher evangelischer Theologe, Archäologe und Orientalist
- Augusti, Lovisa († 1790), schwedische Opernsängerin der Stimmlage Sopran
- Augustin († 1392), Bischof von Lavant
- Augustin († 1445), Weihbischof in Meißen
- Augustin (1482–1532), Bischof von Grasse und Herr von Monaco (1523–1532)
- Augustin von Hammerstetten, deutscher Prosaautor
- Augustin, Albert J. (* 1959), deutscher AugenarztAlbert J. Augustin (* 1959)

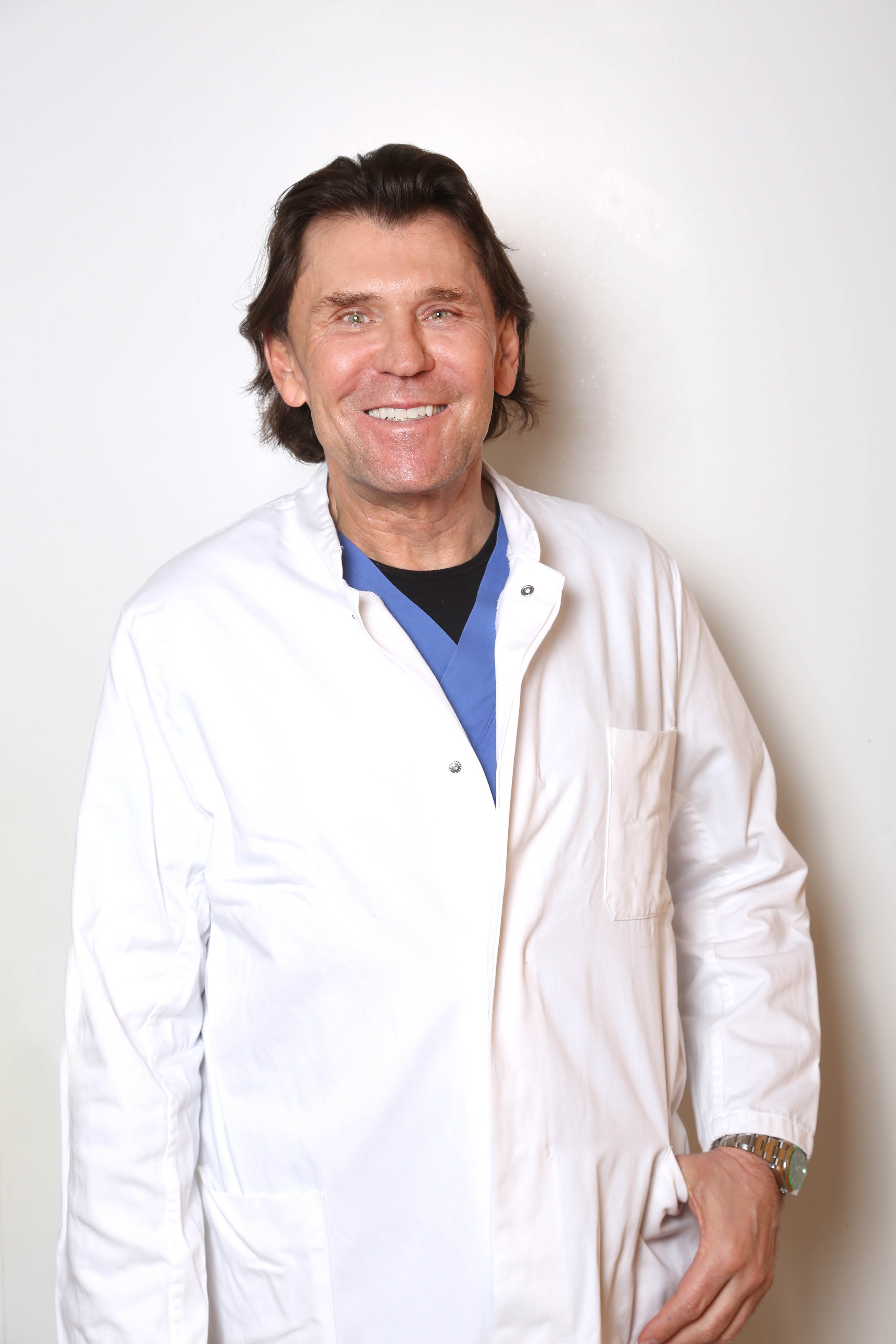
Albert J. Augustin (* 1959)

- Augustin, Andreas (* 1979), deutscher Politiker (Piratenpartei)
- Augustin, Andri (1876–1939), Schweizer Romanist aus dem Kanton Graubünden
- Augustin, Anita (* 1970), österreichische Dramaturgin und Schriftstellerin
- Augustin, Anja (* 1974), deutsche Opern-, Oratorien-, Konzert- und Liedsängerin in der Stimmlage Sopran
- Augustin, Anneliese (1930–2021), deutsche Politikerin (CDU), MdB
- Augustin, August (1818–1902), österreichischer Turnfunktionär
- Augustin, Birgit (* 1974), deutsche Fußballspielerin
- Augustin, Christian Friedrich Bernhard (1771–1856), evangelischer Theologe, Schriftsteller und Historiker
- Augustin, D. J. (* 1987), US-amerikanischer Basketballspieler
- Augustin, Dennis (* 1970), deutscher Politiker (parteilos)
- Augustin, Dieter (1934–1989), deutscher Schauspieler und Komiker
- Augustin, Edgar (1936–1996), deutscher Bildhauer und Zeichner
- Augustin, Eduard (* 1966), deutscher Autor
- Augustin, Elisabeth (1903–2001), deutsch-niederländische Schriftstellerin
- Augustin, Elisabeth (* 1953), österreichische SchauspielerinElisabeth Augustin (* 1953)

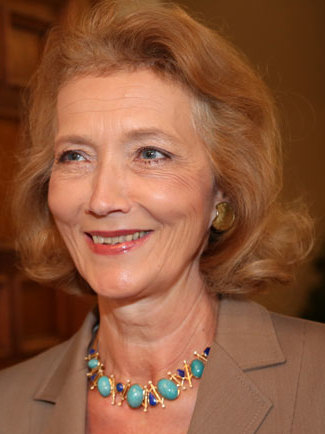
Elisabeth Augustin (* 1953)

- Augustin, Ernst (1927–2019), deutscher Mediziner und Schriftsteller
- Augustin, Felix (1884–1973), niederländischer Germanist, Übersetzer und Autor
- Augustin, Ferdinand von (1807–1861), österreichischer Feldmarschallleutnant und Schriftsteller
- Augustin, Frank (* 1966), deutscher Radsportler
- Augustin, Frank U. (* 1954), deutscher Musiker, Komponist und Sänger
- Augustin, Georg (1904–1993), deutscher Jurist
- Augustin, Georg (* 1951), deutscher Architekt
- Augustin, George (* 1955), deutscher Theologe und römisch-katholischer Priester
- Augustin, Gerhard (1941–2021), deutscher DJ, Musikproduzent und Autor
- Augustin, Hannes (* 1959), österreichischer Umweltschützer
- Augustin, Hans (1909–1977), deutscher Jurist, Gestapomitarbeiter und Landrat
- Augustin, Hans (* 1949), österreichischer Autor
- Augustin, Hartmut (* 1964), deutscher Journalist und Chefredakteur
- Augustin, Heinrich (1937–2025), deutscher Politiker (CDU), MdL
- Augustin, Hellmut (* 1959), deutscher Onkologe und Hochschullehrer
- Augustin, Helmut (1912–1952), evangelischer Geistlicher und Mitglied der Bekennenden Kirche
- Augustin, Herbert (1928–2008), deutscher Maler und Grafiker
- Augustin, Hermann (1846–1907), preußischer Generalmajor
- Augustin, Hermann (* 1932), evangelisch-lutherischer Theologe, Pastor und Propst
- Augustin, Ionel (* 1955), rumänischer Fußballspieler und -trainer
- Augustin, Jacques (1759–1832), französischer Maler
- Augustin, Jean-Kévin (* 1997), französischer Fußballspieler haitianischer AbstammungJean-Kévin Augustin (* 1997)

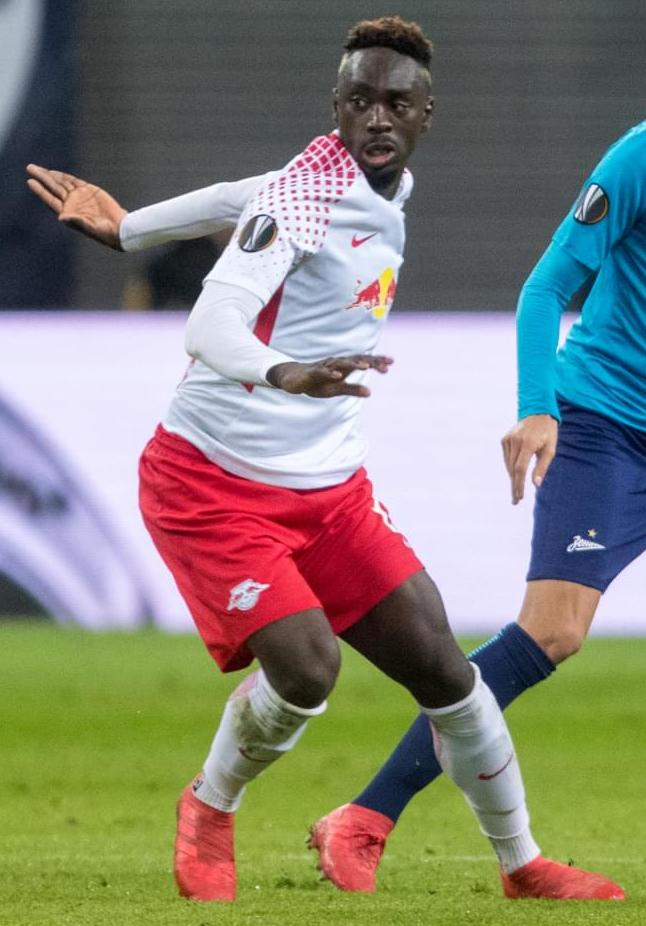
Jean-Kévin Augustin (* 1997)

- Augustin, Josef (1929–1980), deutscher Volksmusiker
- Augustin, Julia (* 1987), deutsche Schauspielerin
- Augustin, Karl (1847–1919), Weihbischof in Breslau
- Augustin, Karl (* 1852), österreichischer Operettensänger und Komiker
- Augustin, Karl (1877–1974), deutscher Politiker (DVP), Bezirksbürgermeister von Berlin-Wilmersdorf und Berlin-Charlottenburg
- Augustin, Karl (1884–1988), österreichisch-schweizerischer Druckereiunternehmer und Verleger
- Augustin, Karl Wilhelm (1845–1932), deutscher Gymnasiallehrer und Entomologe
- Augustin, Kersten (* 1988), deutscher Journalist und Autor
- Augustin, Kristy (* 1979), deutsche Politikerin (CDU), MdL Brandenburg
- Augustin, Kurt (* 1956), österreichischer Bildhauer, Grafiker und Restaurator
- Augustin, Leopoldine (1863–1951), österreichische Theaterschauspielerin und Sängerin
- Augustin, Liane (1927–1978), österreichische Sängerin
- Augustin, Ludovic (* 1902), haitianischer Sportschütze
- Augustin, Maria (1880–1949), österreichisch-ungarische Malerin und Grafikerin
- Augustin, Marie von (1806–1886), österreichische Malerin und Schriftstellerin
- Augustin, Matthias (* 1950), deutscher evangelischer Theologe und Unternehmer
- Augustin, Matthias (* 1962), deutscher Arzt und Hochschullehrer
- Augustin, Max (1886–1943), österreichischer Politiker (CSP), Landtagsabgeordneter
- Augustin, Michael (* 1953), deutscher Schriftsteller und JournalistMichael Augustin (* 1953)

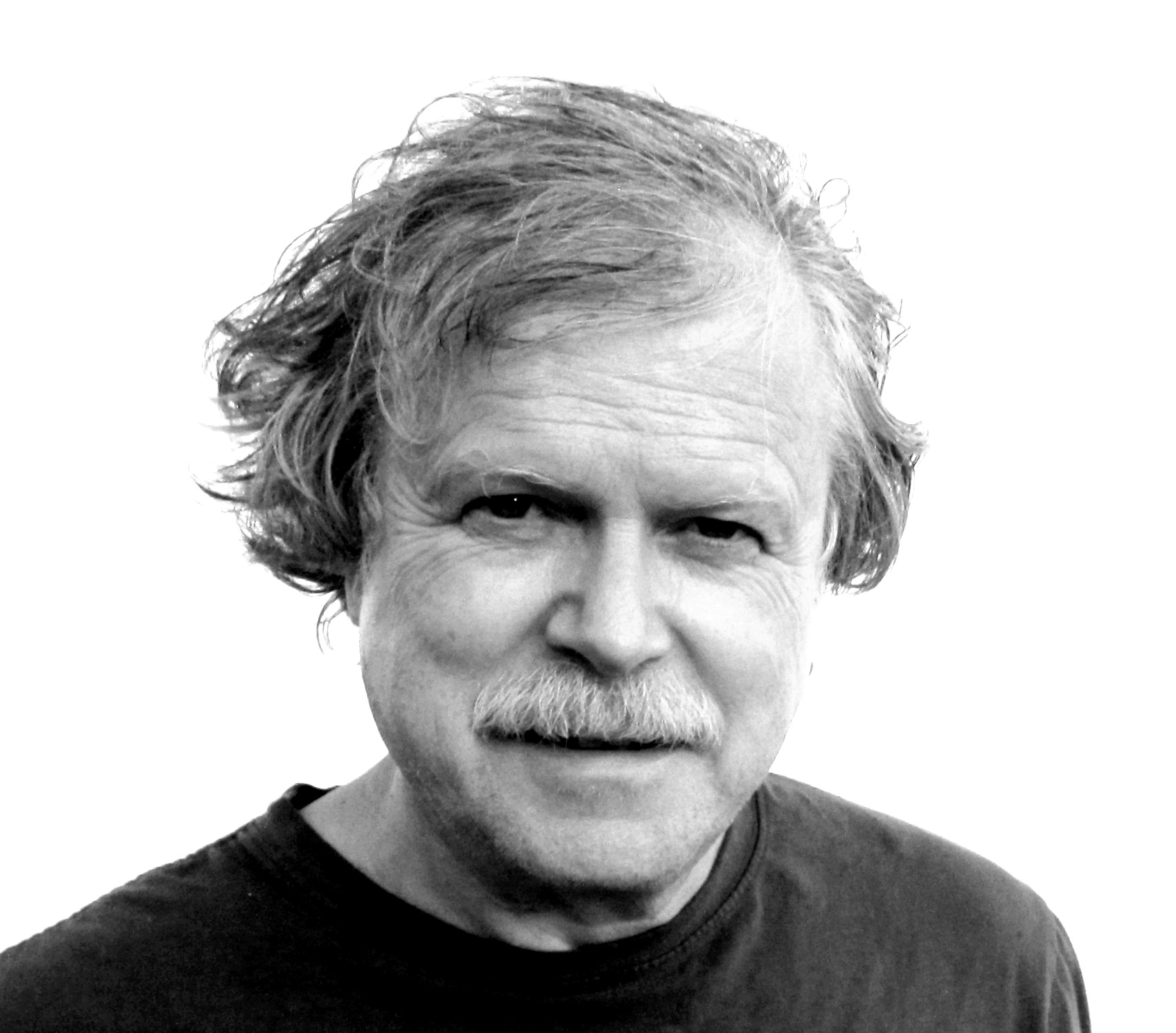
Michael Augustin (* 1953)

- Augustin, Michael (* 1996), österreichischer Fußballspieler
- Augustin, Michael (* 1998), österreichischer Fußballspieler und -trainer
- Augustin, Milan (* 1960), tschechischer Archivar und Historiker
- Augustín, Radoslav (* 1987), slowakischer Fußballspieler
- Augustin, Ralf (* 1960), deutscher Fußballspieler
- Augustin, Ronald (* 1949), deutsch-niederländischer Terrorist der Rote Armee Fraktion
- Augustin, Siegfried (1946–2011), österreichischer Ingenieur und Hochschullehrer; Autor und Herausgeber
- Augustin, Simone (* 1976), deutsche Journalistin
- Augustin, Vincenz von (1780–1859), österreichischer Feldzeugmeister
- Augustin, Walter (1936–2020), deutscher Politiker (FDP), Bürgermeister und MdL Rheinland-Pfalz
- Augustin-Vogel, Monika (* 1981), Schweizer Leichtathletin
- Augustinaitis, Arūnas (* 1958), litauischer Kommunikationstheoretiker und Hochschullehrer
- Augustinas, Jewgenija Sergejewna (* 1988), russische Bahnradsportlerin
- Augustinavičius, Renaldas (* 1979), litauischer Archäologe und stellvertretender Kulturminister
- Augustinavičiūtė, Aušra (1927–2005), litauische Psychologin und Ökonomin und Gründerin der Sozionik
- Augustinčić, Antun (1900–1979), jugoslawischer Bildhauer
- Augustine, Devin (* 2003), Sprinter aus Trinidad und Tobago
- Augustine, Dionisio (* 1992), mikronesischer Schwimmer
- Augustine, Dolores L., US-amerikanische Historikerin
- Augustine, James (* 1984), US-amerikanischer Basketballspieler
- Augustine, Michael (1933–2017), indischer Geistlicher, römisch-katholischer Erzbischof von Pondicherry und Cuddalore
- Augustine, Norman R. (* 1935), US-amerikanischer Luftfahrtingenieur und Manager
- Augustiner, Werner (1922–1986), österreichischer Maler
- Augustiniok, Herbert (1909–1984), deutscher Sanitätsoffizier
- Augustinović, Augustin (1917–1998), jugoslawischer bzw. kroatischer Franziskanermissionar und Schriftsteller
- Augustinowitz, Jürgen (* 1964), deutscher Politiker (CDU), MdB
- Augustinski, Olivia (* 1964), deutsche Schauspielerin
- Augustinski, Peer (1940–2014), deutscher Schauspieler und Synchronsprecher
- Augustinsson, Jonathan (* 1996), schwedischer Fußballspieler
- Augustinsson, Ludwig (* 1994), schwedischer Fußballspieler
- Augustinus, italienischer Maler des Mittelalters
- Augustinus Novellus († 1309), Augustiner-Eremit und Kanzler des Königs Manfred von Sizilien
- Augustinus Triumphus (1243–1328), katholischer Theologe und Schriftsteller
- Augustinus von Canterbury († 604), erster Erzbischof von Canterbury
- Augustinus von Hippo (354–430), Kirchenlehrer, christlicher Theologe und PhilosophAugustinus von Hippo (354–430)

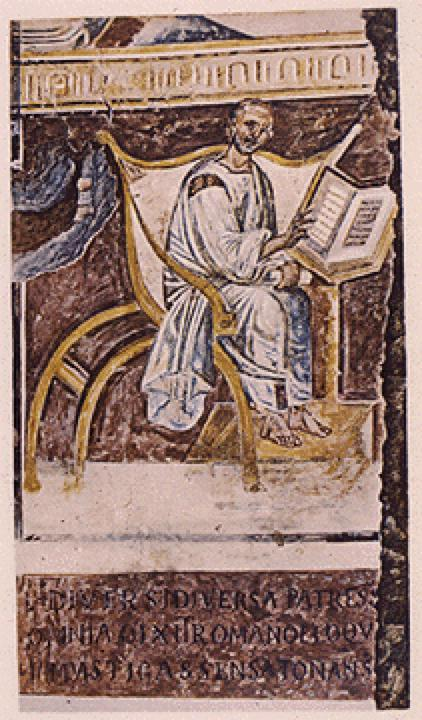
Augustinus von Hippo (354–430)

- Augustinussen, Sebastian (* 1996), dänischer Handballspieler
- Augustinussen, Thomas (* 1981), dänischer Fußballspieler
- Augustiny, Waldemar (1897–1979), deutscher Schriftsteller
- Augustius Iustus, Lucius, römischer Offizier (Kaiserzeit)

###### Augusto
- Augusto, Bastien (* 1999), französischer Langstreckenläufer
- Augusto, Domingos (* 1970), osttimoresischer Politiker
- Augusto, Jéssica (* 1981), portugiesische Langstrecken- und Hindernisläuferin
- Augusto, Leandro (* 1977), brasilianisch-mexikanischer Fußballspieler
- Augusto, Manuel Domingos (* 1957), angolanischer Außenminister und Diplomat
- Augusto, Pedro (* 1993), brasilianischer Fußballspieler
- Augusto, Renato (* 1988), brasilianischer Fußballspieler
- Augusto, Renato (* 1992), brasilianischer Fußballspieler
- Auguston, Jakub († 1735), Schweizer Architekt in Westböhmen
- Augustoni, Giovanni (1770–1839), italienischer Kurienbischof

###### Augusts
- Augustsson Zanotelli, Angelica (* 1987), schwedische Springreiterin
- Augustsson, Andreas (* 1976), schwedischer Fußballspieler
- Augustsson, Jakob (* 1980), schwedischer Fußballspieler
- Augustsson, Jimmie (* 1981), schwedischer Fußballspieler
- Augustsson, Jörgen (* 1952), schwedischer Fußballspieler

###### Augustt
- Augustt, Cornélius Yao Azaglo (1924–2001), ghanaisch-ivorischer Fotograf

###### Augustu
- Augustus (63 v. Chr.–14), erster römische KaiserAugustus (63 v. Chr.–14)

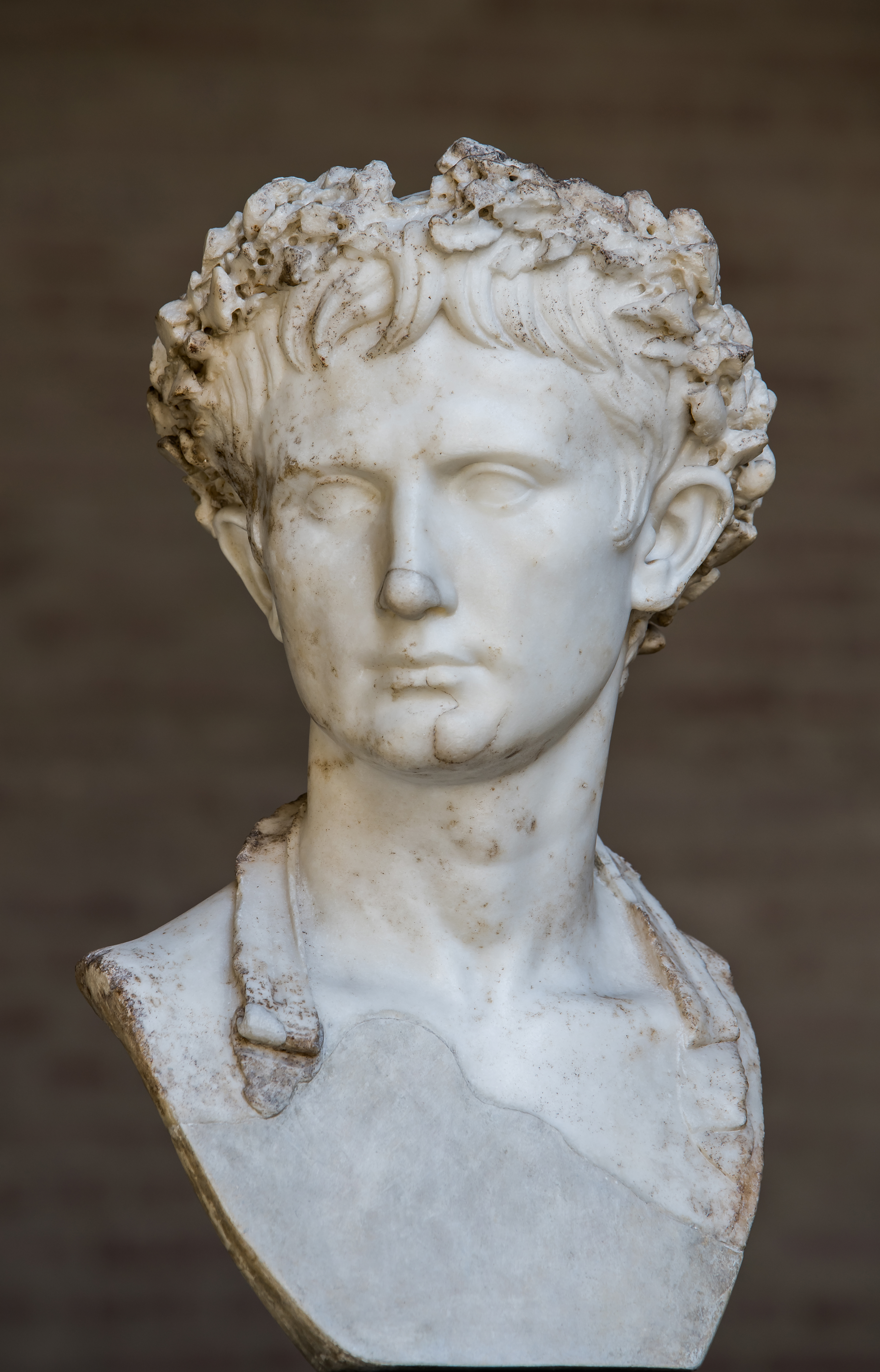
Augustus (63 v. Chr.–14)

- Augustus Frederick, 1. Duke of Sussex (1773–1843), britischer Prinz
- Augustus, Emanuel (* 1975), US-amerikanischer Boxer
- Augustus, Olutoyin (* 1979), nigerianische Leichtathletin
- Augustus, Seimone (* 1984), US-amerikanische Basketballspielerin
- Augustussen, Ulrik (* 1960), grönländischer Musiker

###### Augusty
- Augustyn, Adam (1936–2016), polnischer Schriftsteller
- Augustyn, Artur (* 1983), polnischer Volleyballspieler
- Augustyn, Błażej (* 1988), polnischer Fußballspieler
- Augustyn, Bohumil (* 1960), tschechischer Fußballspieler
- Augustyn, Brian (* 1954), US-amerikanischer Comicautor
- Augustyn, Ewa (* 1989), polnische Fußballschiedsrichterin
- Augustyn, Frank (* 1953), kanadischer Balletttänzer
- Augustyn, John-Lee (* 1986), südafrikanischer Radrennfahrer
- Augustyn, Kamila (* 1982), polnische Badmintonspielerin
- Augustyn, Mieczysław (* 1955), polnischer Politiker (PO)
- Augustyn, Rafał (* 1951), polnischer Komponist, Musik- und Literaturkritiker
- Augustyn, Rafał (* 1984), polnischer Leichtathlet
- Augustyn, Wolfgang (* 1957), deutscher Kunsthistoriker, Hochschullehrer und Redakteur
- Augustynek, Zdzisław (1925–2001), polnischer Philosoph
- Augustyniak, Bogdan (1940–2006), polnischer Theaterregisseur
- Augustyniak, Julie (* 1979), US-amerikanische Fußballspielerin
- Augustyniak, Lidia (* 1994), polnische Diskuswerferin
- Augustyniak, Nancy (* 1979), US-amerikanische Fußballspielerin
- Augustyniak, Rafał (* 1993), polnischer Fußballspieler
- Augustynowicz, Aleksander (1865–1944), polnischer Genre- und Porträtmaler
- Augustynowicz, Anna (* 1959), polnische Theaterregisseurin
- Augustynowicz, Christoph (* 1969), österreichischer Osteuropahistoriker
- Augustynowicz, Humbert (* 1935), österreichischer Jazzpianist
- Augustynowicz, Jacob Stephan (1701–1783), Erzbischof der armenisch-katholischen Erzeparchie Lemberg
- Augustynowicz, Johann Tobias (1664–1751), Erzbischof der armenisch-katholischen Erzeparchie Lemberg
- Augustynowicz, Tomasz (1809–1891), Arzt, Botaniker und Ethnograph

#### Augut
- Augutis, Danas (* 1980), litauischer Politiker, Vizeminister für Umwelt
- Augutis, Juozas (* 1955), litauischer Mathematiker und Professor, Rektor der Vytauto Didžiojo universitetas
- Augutis, Maria (* 1990), schwedische Leichtathletin